# 363 av. J.-C.
Cette page concerne l'année 363 av. J.-C. du calendrier julien proleptique.

## Événements
- 15 février (15 mars du calendrier romain) : début à Rome du consulat de Lucius Aemilius Mamercinus et Cnaeus Genucius Aventinensis. Lucius Manlius Capitolinus Imperiosus est nommé dictateur pour mener les cérémonies religieuses visant à enrayer l’épidémie[1].

- Printemps : Athènes reprend Potidée à Chalcis[2].

- 363-362 av. J.-C. : début du règne d'Ariobarzane II, dynaste de Cius, dans le Pont, qui succède à son père Mithridate[3].

## Naissances
- Barsine, fille d'Artabaze.